# Angella Issajenko
Angella Issajenko (geb. Taylor; * 28. September 1958 in Jamaika) ist ehemalige kanadische Sprinterin.
Bei den Commonwealth Games 1982 in Brisbane gewann sie die Goldmedaille im 100-Meter-Lauf vor Merlene Ottey (JAM) und Colleen Pekin (AUS) und die Bronzemedaille im 200-Meter-Lauf hinter Merlene Ottey und Kathy Smallwood-Cook (GBR). Bei den Commonwealth Games 1986 gewann sie die Bronzemedaille über 100 m hinter den Britinnen Heather Oakes (Gold) und Paula Dunn (Silber). Im 200-Meter-Lauf holte sie die Goldmedaille vor Kathy Smallwood und Sandra Whittaker (GBR).
Bei den Olympischen Sommerspielen 1984 in Los Angeles gewann sie Silber mit ihren Teamkolleginnen Angela Bailey, Marita Payne und France Gareau in der 4-mal-100-Meter-Staffel.
In den Medien außerhalb des Sports wurde sie bekannt, als ihr Trainingspartner Ben Johnson 1988 positiv auf Steroide getestet wurde und sie daraufhin detaillierte Auskünfte über die im Sport verabreichten Substanzen gab. Ihr fünfter Platz über 100 m bei den Leichtathletik-Weltmeisterschaften 1987 in Rom wurde infolgedessen annulliert.
Danach zog sie sich aus dem Leistungssport zurück.